# TV Asahi
TV Asahi este un canal de televiziune japonez.